# Eleonoria infuscata
Eleonoria infuscata är en stekelart som beskrevs av Van Achterberg 2000. Eleonoria infuscata ingår i släktet Eleonoria och familjen bracksteklar. Inga underarter finns listade i Catalogue of Life.